# Сизякова, Мария Семёновна
Мария Семёновна Сизякова (род. 3 сентября 1935, Горький), в девичестве Романова — советская легкоатлетка, специалистка по многоборьям. Выступала за сборную СССР по лёгкой атлетике в 1960-х годах, обладательница бронзовой медали чемпионата Европы, многократная призёрка первенств всесоюзного значения, участница летних Олимпийских игр в Токио. Представляла Иваново и спортивное общество «Спартак». Мастер спорта СССР международного класса. Тренер по лёгкой атлетике. Почётный гражданин города Иванова.

## Биография
Родилась 3 сентября 1935 года в Горьком. С 1941 года постоянно проживала в Иваново, окончила Ивановский техникум физической культуры и Ивановский государственный педагогический институт имени Д. А. Фурманова.
Занималась лёгкой атлетикой под руководством заслуженного тренера РСФСР Владимира Петровича Сизякова, который впоследствии стал её мужем.
Впервые заявила о себе в сезоне 1958 года, когда на всероссийских соревнованиях в Краснодаре выполнила норматив мастера спорта СССР в беге с барьерами.
В 1959 году на чемпионате страны в рамках II летней Спартакиады народов СССР в Москве выиграла бронзовую медаль в пятиборье.
Благодаря череде удачных выступлений удостоилась права защищать честь страны на летних Олимпийских играх в Токио — в программе пятиборья набрала 4580 очков, закрыв десятку сильнейших. По итогам сезона удостоена звания «Мастер спорта СССР международного класса».
В 1967 году в той же дисциплине получила серебро на IV летней Спартакиаде народов СССР в Москве.
В 1969 году принимала участие в чемпионате Европы в Афинах — в пятиборье с результатом 4773 завоевала бронзовую награду, уступив только австрийке Лизе Прокоп и швейцарке Мете Антенен. Также в этом сезоне стала серебряной призёркой на чемпионате СССР по многоборьям в Сочи.
Начиная с 1962 года занималась тренерской деятельностью в Иваново, работала тренером-преподавателем в ивановском областном совете добровольного спортивного общества «Спартак» и в ивановской Специализированной детско-юношеской школе олимпийского резерва № 1.
Награждена медалями «За трудовое отличие», «За трудовую доблесть», нагрудным знаком «Отличник физической культуры и спорта». Имеет звания «Ветеран спорта СССР», «Почётный мастер спорта СССР».
В 1998 году удостоена звания «Почётный гражданин города Иванова».